# Fontaine du Theron
La fontaine du Theron est un monument situé dans la ville du Puy-en-Velay dans le département de la Haute-Loire.
La fontaine du Theron est classée au titre des monuments historiques par arrêté du 13 avril 1907.